# Cybocephalus atomus
Cybocephalus atomus is een keversoort uit de familie Cybocephalidae. De wetenschappelijke naam van de soort is voor het eerst geldig gepubliceerd in 1866 door Brisout de Barneville.